# ناچباخ لویپرسباخ
ناچباخ لویپرسباخ (به آلمانی: Natschbach-Loipersbach) یک منطقهٔ مسکونی در اتریش است که در ناحیه نوین‌کیرشن واقع شده‌است. ناچباخ لویپرسباخ ۱٬۵۳۷ نفر جمعیت دارد.

## خواهرخوانده
شهر کورنودا خواهرخواندهٔ ناچباخ لویپرسباخ هست.